# Wereldbeker schaatsen 2015/2016 - Teamsprint mannen
De teamsprint voor mannen voor de wereldbeker schaatsen 2015/2016 stond vier keer op het programma. De eerste was op 14 november 2015 in Calgary en de laatste was in Heerenveen op 12 maart 2016.
Het was de eerste keer dat de teamsprint een officieel onderdeel van de wereldbeker was en er was dus ook geen titelverdediger. Nederland won twee van de vier wedstrijden en het klassement; Rusland werd tweede; Canada werd derde met twee overwinningen en een wereldrecord in Salt Lake City.

## Podia
| Wedstrijd:     | Goud:                                                     | Tijd       | Zilver:                                                        | Tijd    | Brons:                                                    | Tijd    |
| Calgary        | Nederland Stefan Groothuis Ronald Mulder Kai Verbij       | 1.18,79 WR | Verenigde Staten Jonathan Garcia Joey Mantia Mitchell Whitmore | 1.19,39 | Rusland Aleksej Jesin Artjom Koeznetsov Roeslan Moerasjov | 1.19,59 |
| Salt Lake City | Canada William Dutton Vincent De Haître Alexandre St-Jean | 1.17,75 WR | Rusland Kirill Goloebev Aleksej Jesin Artjom Koeznetsov        | 1.19,12 | Nederland Stefan Groothuis Hein Otterspeer Kai Verbij     | 1.19.20 |
| Heerenveen (1) | Canada Vincent De Haître Gilmore Junio Alexandre St-Jean  | 1.19,75    | Rusland Kirill Goloebev Aleksej Jesin Roeslan Moerasjov        | 1.21,27 | Nederland Stefan Groothuis Jesper Hospes Michel Mulder    | 1.21,29 |
| Heerenveen (2) | Nederland Stefan Groothuis Ronald Mulder Kai Verbij       | 1.20,40    | Canada Vincent De Haître Gilmore Junio Alexandre St-Jean       | 1.20,41 | Rusland Kirill Goloebev Aleksej Jesin Roeslan Moerasjov   | 1.20,86 |

## Eindstand
| #      | Land             | Schaatsers                                                  | CAL | SLC | HEE1 | HEE2 | Totaal |
| ------ | ---------------- | ----------------------------------------------------------- | --- | --- | ---- | ---- | ------ |
| Goud   | Nederland        | Groothuis, Hospes, M. Mulder, R. Mulder, Otterspeer, Verbij | 100 | 70  | 70   | 150  | 390    |
| Zilver | Rusland          | Goloebev, Jesin, Koeznetsov, Moerasjov                      | 70  | 80  | 80   | 104  | 334    |
| Brons  | Canada           | Dubreuil, Dutton, De Haître, Junio, St-Jean                 | 0   | 100 | 100  | 120  | 320    |
| 4      | Polen            | Klosinski, Michalski, Nogal, Waś                            | 45  | 40  | 50   | 90   | 225    |
| 5      | Verenigde Staten | Garcia, Griffin, Mantia, Whitmore                           | 80  | 45  |      |      | 125    |
| 6      | China            | Mu, Xie, Yang                                               | 0   | 60  | 60   |      | 120    |
| 7      | Japan            | Hasegawa, Kondo, Oda, Yamanaka                              | 60  | 0   |      |      | 60     |
| 8      | Duitsland        | Dufter, Hirschbichler, Ihle                                 |     | 50  |      |      | 50     |
| 9      | Kazachstan       | Koezin, Mezentsev, Zjigin                                   | 50  |     |      |      | 50     |
| 10     | Zuid-Korea       | Kim J.-h., Kim T.-y., Jang                                  |     | 0   | 45   |      | 45     |
| 11     | Noorwegen        | Hvammen, C. Rukke, H. Rukke                                 |     |     | 40   |      | 40     |
| 12     | Wit-Rusland      | Kondratjev, Michajlov, Tsjaban                              |     |     | 35   |      | 35     |
| 13     | Italië           | Bosa, Daldossi, Nenzi                                       |     | 0   |      |      | 0      |

2015/2016 · 
2016/2017 · 
2017/2018 · 
2018/2019 · 
2019/2020 · 
2020/2021 · 
2021/2022 · 
2022/2023 · 
2023/2024 · 
2024/2025